# 孟家段水库
孟家段水库，位于中华人民共和国内蒙古自治区奈曼旗北部，地处科尔沁沙地南缘，是西辽河右岸的一座大型旁侧水库。水库工程于1958年4月开工，1958年12月竣工。水库以灌溉为主，兼有防洪、养鱼、旅游等综合效益。水库由上、下库两部分组成，总库容1.08亿立方米，其中上库总库容0.587亿立方米，下库总库容0.493亿立方米。水库大坝为均质土坝。孟家段水库库区环境优美，有多种珍稀候鸟在此栖息，2015年设立了孟家段国家湿地公园，2018年被评为国家4A级旅游景区。